# Miroslav Fryčer
Miroslav Fryčer (ur. 27 września 1959 w Opawie, zm. 27 kwietnia 2021) – czeski hokeista, reprezentant Czechosłowacji, olimpijczyk. Trener i działacz hokejowy.

## Kariera zawodnicza
- TJ Vítkovice U20 (do 1977)
- TJ Vítkovice (1977-1981)
  -  Fredericton Express (1981)
- Quebec Nordiques (1981-1982)
- Toronto Maple Leafs (1982-1990)
- Detroit Red Wings (1988)
- Edmonton Oilers (1988-1989)
- EHC Freiburg (1989-1991)
- HC Val Pusteria (1991-1992)
- ESV Königsbrunn (1992)

Wychowanek klubu SK Karvina. Następnie kilka lat grał w zespole TJ Vítkovice. W 1981 wraz z drużyną TJ Vítkovice zdobył mistrzostwo Czechosłowacji (w składzie byli także m.in. Zbyněk Neuvirth, Miloš Říha). Mimo że nie był draftowany do NHL, w kwietniu 1980 podpisał kontrakt z kanadyjskim klubem Quebec Nordiques i w 1981 wyjechał do Kanady. Początkowo grał w jego zespole farmerskim w lidze AHL, a następnie w elitarnych rozgrywkach NHL. Pod koniec sezonu 1981/1982 trafił do Toronto i w tamtejszej drużynie Klonowych Liści rozegrał sześć kolejnych sezonów (w tym czasie grali z nim m.in. Peter Ihnačák i jego brat Miroslav). W sezonie 1984/1985 został wybrany do Meczu Gwiazd NHL, w którym wystąpił i strzelił gola jako pierwszy Czech w historii. W ostatnim swoim sezonie w NHL 1988/1989 grał jeszcze w Detroit i Edmonton. Łącznie w lidze NHL rozegrał 432 mecze, w których uzyskał 341 punktów za 150 goli i 191 asyst
W 1989 powrócił do Europy, przez dwa sezony grał w rozgrywkach niemieckiej Bundeslidze, rok we włoskiej Serie A1, po czym zakończył karierę w niemieckiej trzeciej lidze.
Był reprezentantem juniorskich reprezentacji Czechosłowacji, z którymi wystąpił w turniejach mistrzostw Europy juniorów do lat 18 edycji 1977, mistrzostw świata juniorów do lat 20 edycji 1978, 1979. W barwach seniorskiej kadry Czechosłowacji uczestniczył w turniejach mistrzostw świata edycji 1979, 1981 oraz zimowych igrzysk olimpijskich w 1980.

## Kariera trenerska i działacza
- HC Hawierzów (1994), trener
- HC Vítkovice (1994-1995), asystent trenera
- HC Hawierzów (1995-1996), trener
- HC Val Pusteria (1996-1998), trener
- HC Merano (1998-2001), trener
- Ritten Sport (2001-2002), trener
- SK Karvina (do 2006), trener juniorów
- HC Vítkovice (2006-2007), trener
- SG Cortina (2007-2008), trener
- HC Hawierzów (2008), trener[3]
- SHC Fassa (2010-2013), trener
- HC Merano (2013), trener
- Ciarko PBS Bank KH Sanok (2014, 2014-2015), trener
- SK Karvina (2015-2016), menedżer
- Pingouins de Morzine-Avoriaz-Les Gets (2016), trener
- Orli Znojmo (2018-2021), trener
- HC Býci Karviná (2018/2019), prezydent klubu
- Orli Znojmo (2019/2020), menedżer

Po zakończeniu kariery zawodniczej rozpoczął karierę szkoleniową. Prowadził drużyny czeskiej ekstraligi, czeskiej 1. ligi oraz wiele lat zespoły we włoskiej Serie A1. 11 stycznia 2014 został szkoleniowcem w rozgrywkach Polska Hokej Liga sezonu 2013/2014. Wraz z zespołem zdobył złoty medal mistrzostw Polski, po czym odszedł z klubu. Po trzech meczach nowego sezonu 2014/2015 powrócił na stanowisko trenera drużyny z Sanoka. W marcu 2015 po czwartym meczu półfinałowym fazy play-off przeciw GKS Tychy w związku z wypowiedziami skierowanymi pod adresem sędziów spotkania został zdyskwalifikowany przez PZHL na 6 miesięcy i otrzymał karę 8 tys. zł. Po sezonie odszedł z klubu. Od 2015 menedżer macierzystego klubu SK Karvina. Od końca stycznia 2016 był trenerem francuskiego klubu Hockey Club Morzine-Avoriaz-Les Gets z miasta Morzine w rozgrywkach Ligue Magnus. W lutym 2018 został szkoleniowcem czeskiej drużyny Orli Znojmo, występującej w austriackich rozgrywkach EBEL.
Został także prezydentem klubu HC Býci Karviná.

## Życie prywatne
Był synem Jaromira (ur. 1928), także hokeisty. Jego syn Mike (ur. 1993) został piłkarzem. W 1999 przeszedł transplantację wątroby.
W 2019 ukazała się książka biograficzna pt. Můj divoký hokejový život, której autorami byli Luboš Brabec i sam Miroslav Fryčer.
Zmarł 27 kwietnia 2021.

## Sukcesy
Reprezentacyjne
- Srebrny medal mistrzostw Europy juniorów do lat 18: 1977 z Czechosłowacją
- Srebrny medal mistrzostw świata juniorów do lat 20: 1979 z Czechosłowacją
- Srebrny medal mistrzostw Europy juniorów do lat 20: 1979 z Czechosłowacją
- Srebrny medal mistrzostw świata: 1979 z Czechosłowacją
- Brązowy medal mistrzostw świata: 1981 z Czechosłowacją

Klubowe
- Brązowy medal mistrzostw Czechosłowacji: 1979 z TJ Vítkovice
- Złoty medal mistrzostw Czechosłowacji: 1981 z TJ Vítkovice

Indywidualne
- NHL (1984/1985):
  - Piąte miejsce w klasyfikacji kanadyjskiej w sezonie zasadniczym w zespole Toronto Maple Leafs: 55 punktów
  - Pierwsze miejsce w klasyfikacji kanadyjskiej w play-off w zespole Toronto Maple Leafs: 7 punktów
- NHL (1984/1985):
  - NHL All-Star Game
  - Czwarte miejsce w klasyfikacji kanadyjskiej w sezonie zasadniczym w zespole Toronto Maple Leafs: 55 punktów
- NHL (1984/1985):
  - Drugie miejsce w klasyfikacji strzelców w sezonie zasadniczym w zespole Toronto Maple Leafs: 32 gole
  - Pierwsze miejsce w klasyfikacji asystentów w sezonie zasadniczym w zespole Toronto Maple Leafs: 43 asysty
  - Pierwsze miejsce w klasyfikacji kanadyjskiej w sezonie zasadniczym w zespole Toronto Maple Leafs: 75 punktów

Szkoleniowe
- Brązowy medal mistrzostw Włoch: 1997 z HC Val Pusteria
- Złoty medal mistrzostw Włoch: 1999 z HC Merano
- Puchar Tatrzański: 2007 z HC Vítkovice
- Złoty medal mistrzostw Polski: 2014 z Ciarko PBS Bank KH Sanok

Wyróżnienia
- Trener roku we Włoszech: 1997